# Зверяне
Зверяне, червяне, сериваны, зеруяне (лат. Zuireani, лат. Zerivani) — название славянского племени, упоминаемого в Баварском географе и включающего в себя 325 общин.

## Гипотезы

### Западнославянское племя
Возможно, что зверяне — это ободриты области Шверин (полаб. Zwierzyn, мекл.-шверин. Swerin, лат. Suerina) между Шверинским озером, Балтийским морем, верховьями реки Пеены и Мюрицким озером. Полабский топоним Zwierzyn (Зверин), вероятно, производен от полаб. zvěŕ («зверь»).
Бодричи или оботриты, как их называли немцы, — первенствующий народ между полабскими славянами. Полабских славян, или иначе называемых прибалтийскими, история застает в бассейне р. Эльбы (Лабы) впервые около половины пятого века по Р. Х. Они разделялись на множество мелких племен, составлявших два союза: Лютичский и Бодрицкий, или Оботритский. Последний был назван по имени главного племени и включал ещё, кроме Б., — вагров, полабцев, варсов, морочан и др. Б. жили к Ю. от Винмарского залива, на В. от вагров и полабцев, между реками Степницей и Радигостем, занимая всё побережье Зверинского озера.

### Восточнославянское племя
Й. Херманн помещал данное племя в юго-западной части современной Белоруссии и отождествлял «зеруян» (Zeriuani) с «журянами» (Zuireani).
Лер-Сплавинский и Назаренко считали, что название племени «сериваны» является искажением славянского *Čьrvjane, то есть «червяне», а Лабуда, Горский, Крипякевич и Войтович помещают их в область Червенских городов. Дополнительным свидетельством в пользу этой версии, по мнению Назаренко, является то, что рядом с «сериванами» упомянуты «велунзане», то есть «волыняне». Сербский историк Предраг Коматина отстаивает такое же мнение.